# Radiestezija
Radiestezija je pseudoznanstvena disciplina o primjeni navodne ljudske osjetljivosti na »zračenje«, često korištena u svrhu nalaženja podzemne vode, ležišta ruda ili nestalih osoba s pomoću viska ili vilinskih rašalja.